# Sixova stráň
Sixova stráň je přírodní památka v katastrálním území města Krupina v okrese Krupina v Banskobystrickém kraji na Slovensku. Území bylo vyhlášeno v roce 1985 a jeho rozloha je 0,83 hektaru. Přírodní památka byla vyhlášena na ochranu jedinečné ukázky sloupcové odlučnosti pyroxenových andezitů v pěti až šestibokých hranolech, které mají horní část ohnutou v podobě hákování. Ve východní části stěny je vyvinuto pásmo hydrotermální přeměny horniny, sledující sklon sloupcovité odlučnosti.